# V.I.E.S.
Il V.I.E.S. (VAT Information Exchange System) è un sistema di scambio di informazioni tra paesi membri dell'Unione Europea istituto al fine di consentire una corretta fiscalità.

## Scambi intracomunitari
Gli scambi commerciali all'interno dei Paesi aderenti all'Unione Europea sono regolati da normative comunitarie e dei singoli stati allo scopo di contrastare eventuali frodi, elusioni ed evasioni fiscali.
Con l'introduzione del mercato unico il 1º gennaio 1993, i controlli fiscali alla dogana nelle frontiere interne sono stati aboliti ed è stato messo in atto un nuovo sistema di controllo dell'IVA per gli scambi intracomunitari. Il beneficio più significativo è stata la riduzione degli oneri amministrativi per le imprese, con l'eliminazione di circa 60 milioni di documenti doganali all'anno.

## L'IVA tra Paesi UE
Con il sistema IVA le cessioni intracomunitarie di beni sono esenti da IVA nello Stato cui appartiene il cedente (venditore) che ceda beni o servizi ad un soggetto passivo IVA in altro Stato membro, che pagherà l'IVA al momento dell'arrivo. 
Le cessioni intracomunitarie, pertanto, potranno avvenire solo tra soggetti che abbiano una regolare partita IVA in uno qualsiasi degli Stati membri.
Qualsiasi soggetto passivo che effettua tali operazioni deve quindi essere in grado di controllare rapidamente e facilmente che i loro clienti in un altro Stato membro siano soggetti passivi e siano in possesso di un valido numero di identificazione IVA. A tal fine, tra l'altro, ogni amministrazione fiscale mantiene un database elettronico contenente i dati della partita IVA dei suoi operatori commerciali. Tali informazioni includono il numero di identificazione IVA, la data di emissione, il nome del commerciante, l'indirizzo del commerciante e, se del caso, la data di cessazione di validità di un numero di partita IVA.

## Il V.I.E.S.
Al fine di consentire un flusso di dati attraverso le frontiere interne, è stato istituito il VIES (Vat Information Exchange System), un sistema informatizzato che consente alle aziende di ottenere rapidamente la conferma delle partite IVA dei propri clienti e alle amministrazioni di controllare il flusso degli scambi intracomunitari rilevando eventuali irregolarità.

## Iscrizione al V.I.E.S.
I soggetti che intendono effettuare operazioni intracomunitarie sono obbligati a dichiararne preventivamente l'intenzione. In tal modo vengono inseriti in un apposito archivio, la cui iscrizione avviene previa valutazione della situazione oggettiva e soggettiva del soggetto richiedente. In particolare, le Agenzie delle Entrate degli Stati membri escluderanno dal Registro i richiedenti che presentino le seguenti circostanze:
- mancanza dei requisiti oggettivi e soggettivi previsti dal d.P.R. n. 633 del 1972, che comportano la cessazione d'ufficio della partita IVA;
- mancanza dei requisiti oggettivi e soggettivi previsti dal d.P.R. n. 633 del 1972 e dalla normativa collegata legittimanti l'inclusione nell'archivio informatico dei soggetti autorizzati a porre in essere operazioni intracomunitarie;
- analisi del rischio della posizione del contribuente sulla base dei criteri individuati con apposito provvedimento previsto dal comma 15-quater dell'articolo 35 del d.P.R. n. 633/72;
- riscontro circa l'esattezza e la completezza dei dati forniti per la identificazione ai fini dell'IVA a norma dell'articolo 214 della Direttiva 2006/112, effettuato anche con riferimento ai criteri individuati con il Regolamento (UE) del 7 ottobre 2010, n. 904;
- verifica delle seguenti situazioni:

a) soggetto identificato ai fini dell'IVA che abbia dichiarato di non esercitare più la propria attività economica, come definita all'articolo 9 della Direttiva 2006/112/CE, o per il quale l'Amministrazione finanziaria abbia ritenuto che non eserciti più l'attività economica;
b) soggetto che abbia dichiarato dati falsi per un'identificazione IVA o non abbia comunicato eventuali cambiamenti dei propri dati tali che, se l'amministrazione tributaria ne fosse stata a conoscenza, avrebbe rifiutato l'identificazione ai fini IVA o avrebbe cessato d'ufficio la partita IVA;
- riscontro di gravi inadempimenti relativi agli obblighi dichiarativi IVA nei cinque periodi d'imposta precedenti a quello in corso alla data di presentazione della dichiarazione di volontà;
- precedente coinvolgimento in frodi fiscali del titolare della ditta individuale, del rappresentante legale, degli amministratori o dei soci del soggetto richiedente l'autorizzazione;
- altri elementi a disposizione dell'Amministrazione finanziaria rappresentativi di criticità e di rischio.[3]